# William Foster Apthorp
William Foster Apthorp, né le 24 octobre 1848 à Boston et mort le 19 février 1913 à Vevey en Suisse, est un écrivain, critique de théâtre et musical, éditeur et musicien américain.

## Biographie
William Foster Apthorp naît le 24 octobre 1848 à Boston,. Il est le « fils de Robert East Apthorp et d'Eliza Hunt, petit-fils de John T. Apthorp et descendant direct de Charles Apthorp, nommé d'après son arrière-grand-père maternel William Foster. Depuis avant la révolution américaine, les ancêtres d'Apthorp avaient participé à la vie mercantile et intellectuelle de Boston ». (Saloman, Am. Nat. Biog., Vol. 13, p. 567). Il est diplômé de Harvard en 1869 après avoir suivi des cours de musique avec J. K. Paine. Il suit ensuite les cours de piano de B. J. Lang pendant 7 ou 8 ans de plus.
« Coming from an old Boston family whose efforts in the cause of art have always been most intimately linked with its progress in the city, he has won a career not less worthy than any of his line. »
— (Elson, supplément, p. 3).
        
« Issu d'une vieille famille de Boston dont les efforts pour la cause de l'art ont toujours été intimement liés à son progrès dans la ville, il a gagné une carrière non moins digne que n'importe laquelle de sa lignée. »
.
En 1856, ses parents l'emmènent étudier les langues et l'art en France, à Dresde (Marquardt'sche Schule), à Berlin (Friedrich Wilhelm'sches Progymnasium), à Rome (École des frères chrétiens) et à Florence (avec son camarade de classe John Singer Sargent). Il est devient un linguiste accompli qui peut parler « toutes les principales langues d' Europe »[réf. nécessaire]. Il retourne à Boston en 1860. En 1869, il est diplômé du Harvard College, où il étudie le piano, l'harmonie et le contrepoint avec le premier professeur de musique de l'institution, le compositeur John Knowles Paine. Lorsque Paine part pour l'Europe en 1867, il reprend l'étude du piano avec B. J. Lang. Il étudie la théorie de la musique par lui-même.
En 1872, il commence sa carrière en tant que critique en écrivant pour l'Atlantic Monthly, le Dwight's Journal of Music, le Boston Courier et le Boston Evening Traveler et contribue à façonner les goûts musicaux de Boston pendant 20 ans comme critique de théâtre et de musique pour l'un des principaux journaux urbains de Boston, le Boston Evening Transcript. De 1892 à 1901, il est essayiste de programme pour le Boston Symphony Orchestra. William Foster Apthorp est également membre à plusieurs reprises des facultés du National College of Music de Boston (harmonie), du New England Conservatory of Music (piano, harmonie, contrepoint et théorie) et au College of Music de l'Université de Boston de Boston (esthétique et histoire de la musique). Il donne des conférences au Lowell Institute, à Boston, et au Peabody Institute, à Baltimore.
Il épouse Octavie Loir Iasigi en 1876. En 1903, sa vue défaillante l'amène à se retirer à Vevey, en Suisse.

## Publications
Ses livres comprennent :
- (en) Hector Berlioz: Selections from His Letters and Writings, avec une notice biographique (1879)[1]. Un travail novateur en anglais sur Berlioz[5].
- (en) Aesthetic, Humorous, and Satirical Writings, 1879.
- (en) Some of the Wagner Heroes and Heroines, 1889.
- (en) Musicians and Music Lovers, and Other Essays, 1894[1].
- (en) By the Way, 1898[1].
- (en) The Opera, Past and Present: An Historical Sketch, 1901.
- Traduction de plusieurs histoires d'Émile Zola (1895).

Il publie également des éditions des chansons de Robert Franz et d'Adolf Jensen, et coédite avec John Denison Champlin Jr., Scribner’s Cyclopedia of Music and Musicians (1888-1890).
Il rédige en outre à partir de 1892 les programmes analytiques des concerts symphoniques de Boston.